# Daniel Ahlers
Daniel Paul „Dan“ Ahlers (* 14. November 1973 in Dell Rapids, South Dakota) ist ein amerikanischer Politiker der Demokratischen Partei. 2006–08 und 2017–19 war er Abgeordneter im Repräsentantenhaus von South Dakota, 2009–11 im Senat von South Dakota.

## Biografie
Ahlers wurde in Dell Rapids geboren, einer kleinen Stadt in der Nähe des Dreiländerecks von South Dakota, Minnesota und Iowa. Nach seinem Schulabschluss arbeitete er von 1992 bis 2001 im Einzelhandel bei Menards. 1997 schloss er an der Augustana University in Sioux Falls einen Bachelor in government and international affairs ab. Seit 1999 ist er mit verschiedenen Unternehmen selbständig tätig.
Ahlers war erstmals von 2006 bis 2008 Mitglied des Repräsentantenhauses von South Dakota. Am 8. November 2008 wurde er mit 58,5 % der Stimmen für Distrikt 25 in den Senat von South Dakota gewählt, dem er von 2009 bis 2011 angehörte. Am 2. November 2010 verlor er gegen Tim Rave, den damaligen Sprecher des Repräsentantenhauses von South Dakota. Auch in der Wahl 2012 scheiterte er mit 48,8 % knapp an Rave. 2016 kandidierte er erneut für das Repräsentantenhaus und erzielte bei den Vorwahlen der Demokraten das beste Ergebnis. Zur Wahl am 8. November 2016 traten in Distrikt 25, einem Zweipersonen-Wahlkreis, jeweils zwei Demokraten und zwei Republikaner an. Ahlers erzielte mit 26,51 % das zweitbeste Ergebnis und war damit neben dem erstplatzierten Republikaner Tom Pischke gewählt. Er übertraf damit den amtierenden republikanischen Abgeordneten Roger W. Hunt um 36 Stimmen. 2018 konnte er sich zwar leicht auf 27,7 % verbessern, lag damit aber hinter beiden republikanischen Kandidaten und schied 2019 wieder aus dem Repräsentantenhaus aus.
Ahlers bewarb sich bei der Wahl zum Senat der Vereinigten Staaten 2020 um den Klasse-II-Sitz South Dakotas im Senat der Vereinigten Staaten. Er trat gegen den republikanischen Amtsinhaber Mike Rounds an. Dieser erhielt mehr als 65 % und schlug Ahlers, der etwa 34 % erhielt (Stand 6. November 2020 nach Auszählung von 98 % der Stimmen).
Ahlers ist verheiratet und hat zwei Söhne.